# Черняев, Евгений Александрович
Евге́ний Алекса́ндрович Черня́ев (5 августа 1921, Симферополь — 14 декабря 1992, Москва) — советский и российский художник кино. Заслуженный художник РСФСР (1976).

## Биография и творчество
Родился в Симферополе, отец — служащий, мать работала врачом.
С декабря 1939 года проходил службу в Красной армии, с августа 1941 года — на Северо-Западном фронте, в звании лейтенанта командовал сапёрной ротой, в сентябре того же года получил контузию.
После демобилизации в 1946 году учился во ВГИКе (мастерская М. Богданова). По окончании института в 1952 году был принят на киностудию «Мосфильм», дебютный фильм «Степные зори» (1953) на экраны не вышел. Участвовал в съёмках фильма «Аттестат зрелости» (1954).
 Впоследствии работал со многими мастерами отечественного кинематографа: Михаилом Швейцером, Александром Файнциммером, Александр Аловым и Владимиром Наумовым, Петром Тодоровским и другими.
По свидетельству Николая Бурляева, в дневниках Андрей Тарковский назвал Черняева одним из «четырёх гарантов», из-за которых он «берётся за „Иваново детство“». Свою дебютную картину «Бег иноходца» Сергей Урусевский доверил именно ему.
Ещё одна известная работа Черняева — историческая драма «Легенда о Тиле» (1976), где большинство декораций было создано на основе картин фламандских и голландских художников, в частности — П. Брейгеля-старшего. Фрагменты декораций в том же году были выставлены на ВДНХ.
Член КПСС с 1954 года, член Союза кинематографистов СССР.
Последний фильм — политическая драма «Серые волки» вышла уже спустя год после смерти Черняева в 1993 году.
Похоронен на Востряковском кладбище.
Материалы Черняева к фильмам (эскизы декораций, зарисовки натурных объектов и рабочих моментов, — всего 145 единиц хранения) ныне находятся в Изобразительном фонде Музея кино. Художнику посвящено исследование в «Цветаевских научных чтениях в Тарусе».

## Фильмография
- 1953 — Степные зори
- 1955 — Салтанат (совм. с И. Новодёржкиным)
- 1957 — Челкаш
- 1958 — Девушка с гитарой (совм. с Б. Царёвым)
- 1958 — Звёздный мальчик
- 1958 — По ту сторону
- 1959 — Заре навстречу
- 1961 — Мир входящему
- 1962 — Иваново детство
- 1962 — Каменные километры
- 1963 — Человек, который сомневается
- 1966 — Андрей Рублёв (совм. с И. Новодёржкиным и С. Воронковым)
- 1968 — Бег иноходца
- 1968 — По Руси
- 1969 — Золото
- 1971 — Звёзды не гаснут
- 1971 — У нас на заводе
- 1972 — Пётр Рябинкин
- 1973 — Друзья мои (киноальманах, новелла «Чукотский марш»)
- 1976 — Легенда о Тиле (совм. с А. Пархоменко)
- 1976 — Стажёр
- 1978 — Особых примет нет (совм. с Е. Скшепиньски)
- 1980 — Тегеран-43 (совм. с В. Кирсом)
- 1981 — Любимая женщина механика Гаврилова
- 1982 — Похождения графа Невзорова
- 1982 — Формула света
- 1983 — Любовью за любовь
- 1984 — Берег
- 1985 — Берега в тумане (совм. с Б. Супунджиевым)
- 1986 — Семь криков в океане
- 1987 — Выбор (совм. с В. Филипповым)
- 1987 — Друг
- 1988 — Защитник Седов
- 1989 — Закон
- 1989 — Остров
- 1990 — Десять лет без права переписки
- 1992 — Как живёте, караси?
- 1992 — Очень верная жена
- 1993 — Серые волки

## Награды, почётные звания и премии
- медаль «За победу над Германией в Великой Отечественной войне 1941—1945 гг.» (1945)[11]
- медаль «За боевые заслуги» (6 августа 1946)[3]
- юбилейные медали
- заслуженный художник РСФСР (1976)[4]
- Государственная премия СССР в области литературы, искусства и архитектуры (1985) за фильм «Берег» (1984)[12]

## Комментарии
1. ↑  По данным Министерства Обороны дата рождения Черняева — 3 августа 1921 года[2].